# Castro Marín
Castro Marín – dziewiąty album studyjny hiszpańskiego kompozytora i gitarzysty flamenco Paco de Lucii. W nagraniu płyty udział wzięli gitarzyści jazzowi – Amerykanin Larry Coryell oraz Anglik John McLaughlin.
Ten krążek jest ukłonem w stronę matki Paco. Castro Marín to nazwa miejscowości, gdzie jego matka Luzia się urodziła. Castro Marim znajduje się w Portugalii przy granicy z Hiszpanią.

## Lista utworów
Wszystkie utwory skomponowane przez Paco de Lucię
| 1. | "Monasterio de Sal" (Colombiana) | 4:43  |
|    |                                  |       |
| 2. | "Gitanos Andaluces" (Bulerías)   | 4:55  |
|    |                                  |       |
| 3. | "Castro Marín" (Fandangos)       | 4:11  |
|    |                                  |       |
| 4. | "Herencia" (Soleá)               | 5:35  |
|    |                                  |       |
| 5. | "Convite" (Rumba)                | 5:08  |
|    |                                  |       |
| 6. | "Palenque"                       | 7:22  |
|    |                                  |       |
| 7. | "Huida"                          | 3:58  |
|    |                                  |       |
|    |                                  | 35:52 |
|    |                                  |       |

## Muzycy
- Paco de Lucía – gitara flamenco
- Larry Coryell – gitara akustyczna
- John McLaughlin – gitara akustyczna (12-strunowa)
- Carles Benavent – gitara basowa[4]